# Museum of Innovation and Science
Le Museum of Innovation and Science  (stylisé miSci, et anciennement Schenectady Museum and Suits-Bueche Planetarium) est un musée et planétarium situé à Schenectady, New York, aux États-Unis. 

## Histoire
Le miSci est fondé en 1934 et ses expositions et programmes éducatifs se concentrent sur la science, la technologie, l'ingénierie, l'art et les mathématiques (STEAM). En septembre 2023, la présidente du musée est Gina C. Gould, PhD ; le vice-président des collections et des expositions est Chris Hunter ; et le directeur des subventions et des événements spéciaux est Peter Gabak.
À l'intérieur du musée se trouve le planétarium Suits-Bueche. Il contient un projecteur GOTO Chronos, l'un des 16 aux États-Unis, capable d'afficher 8 500 étoiles et 24 constellations. Le projecteur peut montrer le ciel depuis n'importe quel endroit de la Terre 100 000 ans dans le passé ou dans le futur.
Le miSci abrite également le Challenger Learning Center (CLC), ouvert en 2014. Les archives contiennent plus de 1,5 million de photographies, ce qui en fait la septième plus grande collection de photographies aux États-Unis (sans compter le gouvernement fédéral). Les archives comprennent également 110 radios, 60 télévisions, 15 000 brevets, 5 000 livres et 1 000 films. Un grand nombre de ces documents ont trait à l'histoire de Schenectady et de General Electric. Les archives sont ouvertes au public sur rendez-vous.
L'observatoire Dudley, situé sur le terrain du Siena College, est également en résidence au musée de 2015 à 2019.
Gina C. Gould, ancienne directrice du Ashokan Center, est présidente depuis 2017. Elle succède à William « Mac » Sudduth, PhD, ancien président et directeur de 2012 à 2017.